# Walking simulator
Le walking simulator (ou « simulateur de balade ») est un genre de jeu vidéo. Initialement né en tant que sous-genre du jeu d'aventure qui se joue en vue subjective.
Proches du gameplay de Myst et ses émules, les Walking simulators ou « Simulateurs de marche » sont plus fondés sur l'atmosphère et la découverte d'un monde 3D plutôt que sur le challenge de réflexes ou de réflexion. Ils réduisent ainsi la plupart des interactivités possible, afin de proposer des balades virtuelles essentiellement narratives linéaires, misant essentiellement sur la poésie des lieux et du discours (souvent présenté par une voix-off ou des documents à lire).
Peu à peu, ce sous-genre est devenu une catégorie à part entière, et propose depuis des univers très variés, allant de l'onirique à l'horrifique, intégrant parfois même quelques rudiments d'interactivité comme le déplacement d'objets ou l'activation ou désactivation d'éléments du décor, sans pour autant ne jamais trahir la volonté principalement narrative du jeu. Sans réel inventaire, les Walking Simulators se distinguent aussi de leurs cousins les visual novels par l'absence de dialogues ou de l'affichage à l'écran des PNJ.